# MC (hiphop)
MC, förkortning för "Master of Ceremonies", är ett vanligt förekommande begrepp inom hiphopkulturen. En MC är en person som rappar till hiphopmusik.

## Historia
När hiphopen kom fram på 1970-talet så var det i huvudsak en DJ som stod i fokus och spelade musik som fick folk att dansa. Rollen för en MC var till en början att ge support till DJ:n och få igång publiken genom att uppmana dem att ta upp händerna i luften, ropa vissa saker och dylikt. Så småningom utvecklades MC:n till att börja rimma och rappa i takt med den musik som DJ:n spelade. Detta ledde vidare till att MC:er så småningom började göra upp med varandra i så kallade freestylebattles, där två eller flera rappare tävlar om att kunna förödmjuka den andra rapparen så mycket som möjligt, under en viss tidsbegränsning. Man får då inte ha en förskriven text utan rimmen måste komma spontant. Vinnaren koras sedan av publiken. Freestylebattles är bland annat ett sätt för underground-artister att bli upptäckta av någon från ett större skivbolag, och kanske till och med få ett kontrakt. På senare tid så är det MC:n som står i fokus, framför allt inom den kommersiella hiphopmusiken, medan DJ:n hamnar i skymundan. Detta har gett upphov till turntablism där DJ:n vill återta sin position som hiphopens ryggrad.